# Tendah
Tendah is een bestuurslaag in het regentschap Sarolangun van de provincie Jambi, Indonesië. Tendah telt 783 inwoners (volkstelling 2010).